# Wolfgang Nehring (Tierpfleger)
Wolfgang Nehring (* 4. Februar 1949 in Bergisch Gladbach; † Mai 2016) war ein deutscher Tierpfleger im Krefelder Zoo, der durch seine Tierdressuren mit Seelöwen und Elefanten deutschlandweit bekannt wurde.

## Werdegang
Wolfgang Nehring machte eine Lehre zum Tierpfleger im Kölner Zoo, welche er 1963 begann. Danach war er als Assistent bei einer Elefantennummer in einem Zirkus tätig. Im Anschluss ging er ins Ausland und arbeitete eine kurze Zeit lang bei Holiday on Ice. Dann war er drei Jahre lang in Großbritannien tätig. Dort arbeitete er mit Delphinen, Seelöwen, Bären und Schimpansen zusammen. In der Folgezeit reiste er mit einer Delphinshow. Am 2. Januar 1973 trat er seine Anstellung im Krefelder Zoo an.
Er praktizierte bei der Haltung den freien oder direkten Kontakt zu den Tieren, welcher damals noch üblich war. Dabei nahm er bei den Elefanten die Rolle des Alphatiers ein. Viele Kinder, aber auch Erwachsene, ritten im Laufe der Jahre auf den Elefanten durch den Zoo oder wohnten seinen Auftritten mit seiner Elefantenkuh Rhena bei den jährlichen Sommerfesten im Kinderheim Kastanienhof bei. Mit den Publikumsspielen trug Nehring dazu bei, dass der Krefelder Zoo über die Stadtgrenzen hinaus bekannt wurde. Neben den Elefanten kümmerte er sich im Krefelder Zoo auch um Affen und Seelöwen.
Während  einer  kleinen  Pause in der Futterküche des Elefantenhauses erzählte Nehring 2003 folgendes über den Umgang mit Tieren:

„Egal, mit welchem Tier sie es zu tun haben, das Wichtigste ist der Respekt. Sie müssen Respekt vor den Tieren haben und die Tiere müssen Sie respektieren. Respekt, nicht Furcht oder Angst. Ich will doch nicht den Willen eines Tieres brechen oder gegen es arbeiten. Vielmehr geht es darum, dem Tier zu zeigen, wer der Herr ist. Im bestimmenden, aber auch im fürsorglichen Sinne. Sie werden in der Natur kaum ein Rudel oder herdeführendes Tier erleben, das seine Machtposition ausnützt. Führung ist immer auch mit Fürsorge und Vertrauen verbunden.“

Im November 2010 stellte der Zoo aufgrund von neuen Richtlinien zur artgerechten Haltung von Elefanten vom freien auf den geschützten Kontakt um. Unter geschütztem Kontakt versteht man den Verzicht auf Ketten, mehr Gewährung von Bewegungsfreiheit der Tiere zwischen Innen- und Außenanlage sowie Beschäftigung nicht mehr über Drill und Dressur, sondern über Astwerk oder aufgehängte Leckerbissen. Des Weiteren durfte Nehring das Gehege seiner Elefanten nicht mehr in Anwesenheit der Tiere betreten, womit er nur schwer zurechtkam. Nehring lehnte die neuen Regelungen daher ab. Infolgedessen wurde er 2012 in die Altersteilzeit geschickt. Ohne die Umstellung der Elefantenhaltung auf den geschützten Kontakt, hätte der Krefelder Zoo sonst seine Betriebserlaubnis riskiert.

## Trivia
Anfang der 1970er Jahre verlor er bei der Arbeit mit einem Kragenbären in Großbritannien vier Finger seiner linken Hand.
Im Jahr 1981 zog er den Kalifornischen Seelöwen-Bullen Markus im Krefelder Zoo auf, welcher dort geboren und von seiner Mutter nicht angenommen worden war. Es war das dritte Tier dieser Art, welches in Europa großgezogen wurde.
Wolfgang Nehring zählte zu den erfahrensten Zoo-Elefantentrainern (Mahut) weltweit. In diesem Zusammenhang kümmerte er sich u. a. um folgende Elefanten:
- Bernhardine: Die Asiatische Elefantenkuh war der erste in den Niederlanden, und der weltweit erste in zweiter Zoogeneration, geborene Elefant. Sie wurde nach dem Vater von der niederländischen Königin Beatrix, Prinz Bernhard zur Lippe-Biesterfeld, benannt. Aufgrund von Problemen mit Elefantenpflegern wurde sie schon früh von ihrer Mutter getrennt und kam im Dezember 1985 in den Krefelder Zoo. Dort war sie acht Monate lang in der Obhut von Nehring.[9][11][12]
- Ein junger Afrikanischer Elefant, welcher ein Geschenk aus Tansania für den jüngsten Sohn des Sultans von Brunei Hassanal Bolkiah, Prinz Abdul Wakeel, war[1][9]
- Mumtas, Rhena, Zita und Yheeto: vier Indische Elefantenkühe im Krefelder Zoo[1][9]
- Duala: eine Afrikanische Elefantenkuh im Krefelder Zoo.[9]

Als seine Elefantenkuh Rhena noch ein Baby war, unternahm er einen Ausflug mit ihr zum Restaurant Sonnenhof in Krefeld. Es ging um eine Wette mit dessen Inhaber, ob das Tier durch die Tür passte.
Im Jahr 1986 trat er bei einer Elefanten-Show in Singapur auf.
Von 2006 bis 2008 kümmerte sich Nehring als Großtierpfleger auch um den Nashorn-Bullen Davu, dem ersten lebend geborenen Spitzmaulnashorn in Nordrhein-Westfalen. Bis zu seinem Umzug nach Tschechien war Davu eine Attraktion im Krefelder Zoo.